# Palais de la Culture Amadou Hampaté Ba
Le Palais de la culture Amadou Hampâté Bâ est un établissement public à caractère culturel, doté de la personnalité morale et de l’autonomie financière, à Bamako (Mali).

## Description
Le Palais de la Culture Amadou Hampaté Ba a pour mission de :
- stimuler la recherche et la créativité dans le domaine des arts et du spectacle,
- organiser les rencontres artistiques et culturelles,
- assurer la formation et le perfectionnement des artistes et des techniciens du spectacle[1].

Le Directeur palais est le Dr Boubacar Hama Diaby, depuis 2012.

## Bâtiments

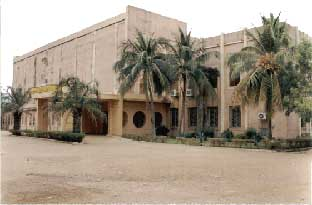
Façade du bâtiment central.

Le Palais de la Culture se trouve à Bamako au Mali. Il est situé sur la rive droite du fleuve Niger à Badalabougou SEMA, près du Pont des Martyrs. Il couvre une superficie de 3 hectares dont un hectare bâti. Il est accessible par sa façade sud à partir d’une voie goudronnée Pont des Martyrs - Pont du Roi FAHD. Il est limité au nord par le fleuve Niger, au sud par une voie goudronnée qui le sépare du quartier populaire Badalabougou I, à l’est par l’Avenue de l’OUA, et à l’ouest par une cour non habitée.
Le Palais est composé de différents bâtiments :
- le bâtiment central qui comprend l’administration, une bibliothèque, deux salons, deux toilettes intérieures, une salle de conférence, et une salle d’atelier,
- la Salle Bazumana SISSOKO de spectacle de 3300 places
- les halls d’exposition vente et des magasins,
- des coulisses comprenant des loges pour artistes,
- un terrain de basket-ball,
- le côté jardin qui comprend une scène, des allées piétonnes, un hangar, la galerie et cinq ateliers de création,
- deux espaces culturels,

1. « les Cocotiers »
2. la salle multimédia

- l’esplanade et les aires de jeux (pétanque, Football),
- un village d’exposition.

## Formations artistiques nationales

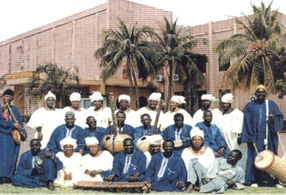
Ensemble instrumental National du Mali.

Les formations artistiques nationales constituent les 2/3 du personnel du Palais de la Culture. Jusqu’à la restructuration. Elles sont au nombre de 4 :
1. Le Kotéba National du Mali (Le groupe dramatique)
2. L'Ensemble instrumental national du Mali
3. Les Ballets maliens
4. Le Badema National